# Куинн, Молли
Мо́лли Куи́нн (англ. Molly Quinn, 8 октября 1993, Тексаркана) — американская актриса театра, кино и телевидения, наиболее известная по роли Алексис Касл в телесериале «Касл».

## Ранние годы
Молли родилась в городке Тексаркана, штат Техас. В числе её предков были ирландцы. После того, как в шесть лет она участвовала в школьной  постановке «Щелкунчика», девочка стала посещать еженедельные занятия бывшего режиссёра и продюсера Мартина Бекка. В шестом классе она прошла собеседование в Young Actors Studio и в Osbrink Talent Agency, и через шесть месяцев подписала со студией Осбринка свой первый контракт.

## Карьера
С 2009 по 2016 год Куинн снималась в сериале «Касл» в роли Алексис, дочери главного героя в исполнении Нейтана Филлиона.
В 2021 году снялась в эпизоде сериала «Новичок» от создателей «Касла», вновь поработав с Филлионом, а также в главной роли в фильме ужасов «Проклятие монахинь».

## Личная жизнь
С 2016 года Куинн состоит в отношениях с продюсером Эланом Гейлом. С 2019 года пара помолвлена. В 2024 году пара поженилась. 

## Фильмография
| Год       |     | Русское название                          | Оригинальное название                   | Роль                   |
| --------- | --- | ----------------------------------------- | --------------------------------------- | ---------------------- |
| 2006      | ф   | —                                         | Camp Winoaka                            | Лиз                    |
| 2007      | мф  | Клуб Винкс: Тайна затерянного королевства | Winx Club: Il Segreto del Regno Perduto | Блум английский дубляж |
| 2007      | ф   | Взлёты и падения: История Дьюи Кокса      | Walk Hard: The Dewey Cox Story          | девочка-подросток      |
| 2009      | ф   | Мой единственный                          | My One and Only                         | Пола                   |
| 2009      | кор | —                                         | The Sacrifice                           | Эсми Джонсон           |
| 2009      | ф   | Рождественская история                    | A Christmas Carol                       | Белинда                |
| 2009—2016 | с   | Касл                                      | Castle                                  | Алексис Касл           |
| 2010      | мф  | Клуб Винкс: Волшебное приключение         | Winx Club: Magica Avventura             | Блум                   |
| 2010      | тф  | Школа Авалон                              | Avalon High                             | Дженнифер / Гвиневра   |
| 2010      | ки  | —                                         | The 3rd Birthday                        | Ив Бреа                |
| 2011      | мс  | Бен-10: Инопланетная сверхсила            | Ben 10: Ultimate Alien                  | Юнис / компьютер       |
| 2011      | кор | Обретая надежду                           | Finding Hope                            | Эсми Джонсон           |
| 2011—2015 | мс  | Клуб Винкс                                | Winx Club                               | Блум / Локетт          |
| 2012      | ф   | В первый раз                              | The First Time                          | Эрика #1               |
| 2012      | ки  | —                                         | Winx Club: Magical Fairy Party          | Блум                   |
| 2013      | ф   | Тёмный лес: Ганс, Грета и 420-я ведьма    | Hansel & Gretel Get Baked               | Грета                  |
| 2013      | мф  | Супермен: Непобеждённый                   | Superman: Unbound                       | Супергёрл              |
| 2013      | ф   | Мы — Миллеры                              | We’re the Millers                       | Мелисса Фицджеральд    |
| 2014      | кор | —                                         | The Haircut                             | Джанет                 |
| 2015      | ф   | —                                         | Welcome to Happiness                    | Лиллиан                |
| 2015      | кор | —                                         | The Perceivers                          | Агата                  |
| 2015      | кор | —                                         | The Shift                               | Бетти                  |
| 2015      | с   | —                                         | Princess Rap Battle                     | Гермиона               |
| 2015      | кор | —                                         | RU Awake?                               | Дженна                 |
| 2016      | мф  | —                                         | Rainfall                                | Джессика               |
| 2017      | ф   | Стражи Галактики. Часть 2                 | Guardians of the Galaxy Vol. 2          | девушка Говарда        |
| 2017      | ф   | Последняя ярость                          | Last Rampage: The Escape of Gary Tison  | Мариса                 |
| 2017      | ф   | Снова одинок                              | Newly Single                            | Валери                 |
| 2018      | ки  | —                                         | Artifact                                | Джоликсия              |
| 2019      | с   | Правосудие                                | The Fix                                 | Линдси Майер           |
| 2019      | с   | Проводник                                 | The InBetween                           | Андреа Сквайер         |
| 2020      | ф   | Доктор Сон                                | Doctor Sleep                            | миссис Грейди          |
| 2021      | с   | Новичок                                   | The Rookie                              | Эшли                   |
| 2021      | ф   | Проклятие монахинь                        | Agnes                                   | Мэри                   |
| 2015      | тф  | —                                         | Ways & Means                            | Дениз                  |